# Andreu Vilasís i Fernàndez-Capalleja
Andreu Vilasís i Fernàndez-Capalleja   (Barcelona, 25 de novembre de 1934 - 28 de març de 2022), conegut com a Andreu Vilasís, fou un artista plàstic català que va destacar com un dels grans especialistes contemporanis en l'art de l'esmalt al foc sobre metall i també com a pedagog i divulgador d'aquesta especialitat artística, promovent iniciatives i esdeveniments al voltant de l'esmalt. També fou l'autor de nombroses publicacions relacionades amb el tema.
El seu germà Francesc Vilasís i Fernández-Capallejà també sobresurt com a esmaltador.

## Trajectòria
Es va formar a Barcelona, a l'Escola d'Arts Aplicades i Oficis Artístics de Barcelona “Llotja”, a l'Escola Massana i a la Facultat de Belles Arts. Va ampliar estudis amb estades a França (París, Llemotges), Itàlia (Florència) i Bélgica. Al 1959 va crear el seu propi taller/estudi a Barcelona treballant en dibuix, pintura i sobretot en l'esmalt al foc sobre metall.
Les primeres exposicions individuals que va fer van tenir lloc l'any 1968 (Institut d'estudis Nord-americans de Barcelona i Sala Crecelius de Tarragona). Va fer exposicions individuals arreu del món, i va participar en nombroses exposicions col·lectives. La seva obra va estar seleccionada en les més importants exposicions internacionals d'esmalt.
La seva obra esmaltada, de caràcter figuratiu, es basava en un profund coneixement de la tècnica, però defugint el lluïment del virtuosisme tècnic per fer èmfasi, principalment, en la reivindicació de l'esmalt com a art visual, més proper a la pintura i el dibuix que no pas a una art aplicada com l'argenteria, 
Fou reconegut internacionalment com a pedagog i divulgador de l'art de l'esmalt. Des del 1970 fins a la seva jubilació el 2005 va ser professor de l'especialitat a l'Escola Llotja de Barcelona, de la qual també va ser-ne director entre 1989 i 1996. Va impartir nombrosos cursos i masterclasses arreu del món. Molts esmaltadors contemporanis el consideraven el seu mestre.
A més de la seva activitat docent va publicar diversos llibres i nombrosos escrits i va impulsar importants iniciatives de difusió de l'art de l'esmalt. Sobresurten l'organització d'una exposició retrospectiva sobre els esmaltadors barcelonins (1983), l'organització de les Biennals Internacionals El Món de l'esmalt (des de 1985), la creació del Museu de l'esmalt Contemporani de Salou (1992) i del CIDAE (Centre d'Informació i difusió de l'art de l'esmalt, 1983), o l'edició de la revista especialitzada L'Esmaltː esmalt al foc sobre metall (des de 1976 com a butlletí intern i a partir de 1988 com a publicació periòdica).
El 1997 fundà amb Núria L. Ribalta la galeria d'art Foc Gallery, dedicada principalment a difondre i exposar l'art de l'esmalt, la qual restà oberta fins al 2003 i a partir de 2004 esdevingué una galeria virtual.
Va rebre nombrosos honors, distincions i reconeixements en els principals certamens internacionals de l'especialitat (Ginebra 1977; Llemotges 1980; Japó, 1985; Buenos Aires, 1991 i 1992; Moscou 1992). El 2005 va ingressar a l'Acadèmia Catalana de Belles Arts de Sant Jordi. Va fer donació de la seva biblioteca especialitzada en arts decoratives, joieria i esmalts al Museu del Disseny de Barcelona.(2017).

## Llibres sobre l'esmalt
- L'Art d'esmaltar (1982) ISBN 8485809157 N'hi ha versió en castellà
- La miniatura (1989) Bib Id .b19981983
- L'Esmalt: esmalt al foc sobre metalls (1997, amb Núria López-Ribalta) Bib Id .b20590969
- Esmaltar: la complicidad del fuego con el arte (2008) ISBN 9788488810786
- Glossari de conceptes tècnics i conceptes amb relació a l'art de l'esmalt, la joieria, i l'orfebreria (2010) Bib Id .b44412356
- L'art d'esmaltar el vidre: compendi bàsic d'aquesta tècnica artística (2015) Bib Id .b66221031